# ميرديكا 118
ميرديكا 118 هي ناطحة سحاب قيد الإنشاء في كوالالمبور،ماليزيا سيبلغ طولها 644 متر وستتكون من 118 طابق عند اكتمالها ستصبح أعلى مبنى في ماليزيا وثالث أعلى مبنى في العالم.